# Salminus franciscanus
Salminus franciscanus är en fiskart som beskrevs av Flávio C. T. Lima och Heraldo A. Britski 2007. Salminus franciscanus ingår i släktet Salminus och familjen Characidae. Inga underarter finns listade i Catalogue of Life.